# Sarah Harding
Sarah Nicole Harding (ur. 17 listopada 1981 w Ascot, zm. 5 września 2021 w Manchesterze) – brytyjska piosenkarka, członkini zespołu Girls Aloud.
W 2002 roku wraz z koleżankami Kimberley Walsh, Cheryl Tweedy, Nicola Roberts oraz Nadine Coyle wzięła udział w programie Popstars: The Rivals, który emitowany był w 2002 roku w Wielkiej Brytanii. Po długich zmaganiach dziewczyny ostatecznie wygrały program.
Brała udział w programach Tumble (2014), Celebrity MasterChef (2015) oraz The Jump  (2016). W 2017 roku wystąpiła w 20 edycji Celebrity Big Brother, którą ostatecznie wygrała.

## Życie prywatne
Harding zaręczyła się z DJ Tomem Crane’em w 2011 roku. Była także w dwuletnim związku z DJ Markiem Fosterem od końca 2012 do końca 2014 roku. W październiku 2011 roku trafiła do ośrodka odwykowego w Południowej Afryce, ze względu na uzależnienie od alkoholu i depresję. 26 sierpnia 2020 roku poinformowała, że zdiagnozowano u niej raka piersi, który rozprzestrzenił się do innych części ciała. 5 września 2021 zmarła z powodu raka piersi.

## Dyskografia
Minialbumy
- Threads